# Сухой Дол (приток Свияги)
Сухой Дол — овраг с сезонным водотоком в России, протекает по Цильнинскому району Ульяновской области. Левый приток Свияги. Длина водотока составляет 16 км, площадь водосборного бассейна — 56,4 км².
Овраг Сухой Дол образуется восточнее посёлка Новая Воля. Водоток течёт на восток по открытой местности через посёлок Цильна. Устье находится в 183 км от устья Свияги.

## Данные водного реестра
По данным государственного водного реестра России относится к Верхневолжскому бассейновому округу, водохозяйственный участок реки — Свияга от истока до села Альшеево, речной подбассейн реки — Волга от впадения Оки до Куйбышевского водохранилища (без бассейна Суры). Речной бассейн реки — (Верхняя) Волга до Куйбышевского водохранилища (без бассейна Оки).
Код объекта в государственном водном реестре — 08010400512112100002349.